# La Salette-Fallavaux

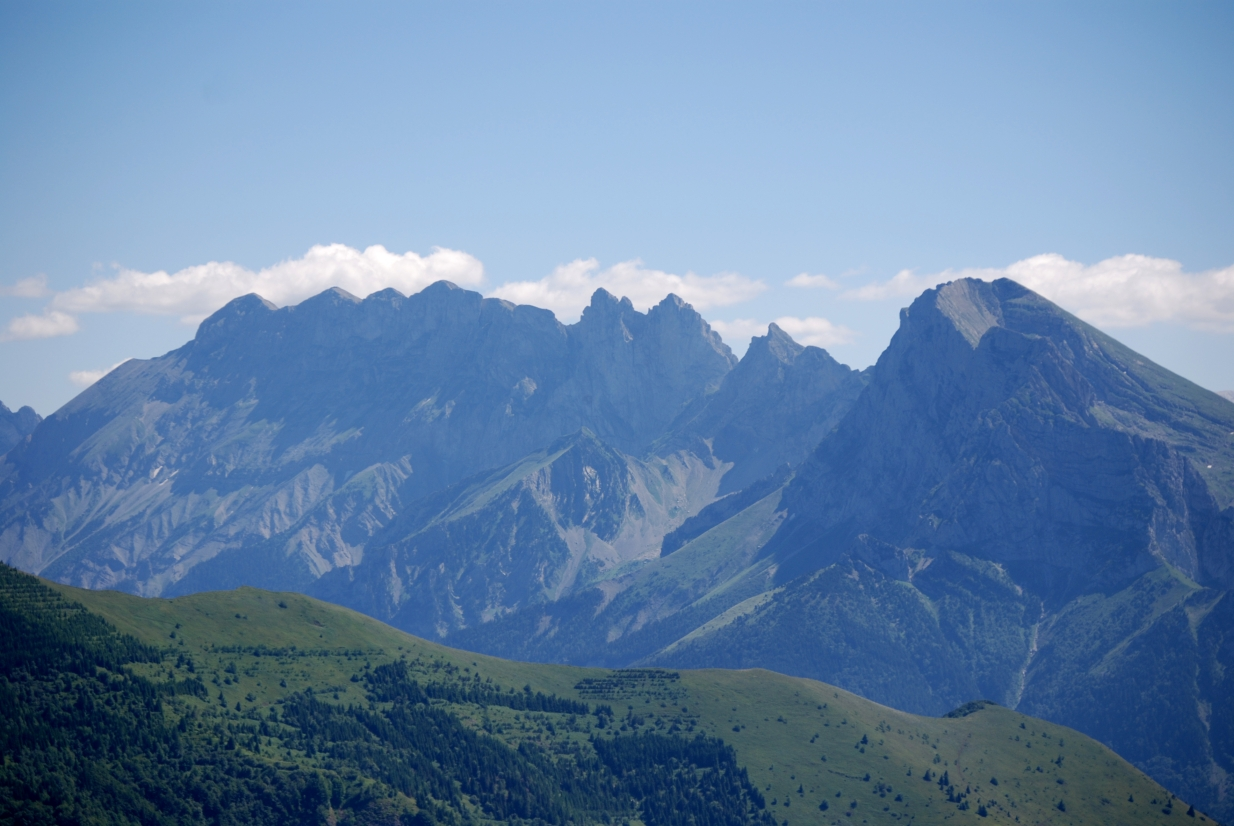

La Salette-Fallavaux is een gemeente in het Franse departement Isère (regio Auvergne-Rhône-Alpes) en telt 71 inwoners (2009). De plaats maakt deel uit van het arrondissement Grenoble.
De gemeente is vooral bekend door het bedevaartsoord La Salette.

## Geografie
De oppervlakte van La Salette-Fallavaux bedraagt 21,5 km², de bevolkingsdichtheid is dus 3,3 inwoners per km².
De onderstaande kaart toont de ligging van La Salette-Fallavaux met de belangrijkste infrastructuur en aangrenzende gemeenten.

## Demografie
Onderstaande figuur toont het verloop van het inwonertal (bron: INSEE-tellingen).